# Olaf Bär
Olaf Bär (Dresda, 19 dicembre 1957) è un baritono tedesco.

## Biografia
Ricevette l'educazione musicale nella sua città natale di Dresda. La sua carriera è concentrata nel repertorio operistico del baritono lirico e nell'esecuzione dei lieder tedeschi. Molte delle sue prime incisioni si avvalsero dell'accompagnamento del pianista Geoffrey Parsons.
Il suo debutto avvenne a Dresda nel 1981 dove cantò poi dal 1985 al 1991. La sua voce è stata spesso comparata a quella del famoso Dietrich Fischer-Dieskau.

## Registrazioni selezionate
- Mahler: Lieder eines fahrenden Gesellen, 'Songs of a Wayfarer' (with Symphony No 4).  Linos Ensemble, Capriccio, 2002
- Schumann: Lieder
- Schubert: Winterreise: EMI, 1989
- Wagner: Tristan und Isolde: Kurvenal.  Royal Opera House Chorus, Covent Garden; Royal Opera House Orchestra, Covent Garden/Antonio Pappano (EMI), 2005
- Brahms Ein deutsches Requiem: EMI
- Brahms Liebeslieder-Walzer with Barbara Bonney, Anne-Sophie von Otter, Kurt Streit. EMI, 1994
- Mozart Die Zauberflöte (Sprecher) with Norrington and the London Classical Players: EMI
- Mozart Die Zauberflöte (Papageno) with Neville Marriner: Philips
- Bach Cantatas with Peter Schreier and the Scottish Chamber Orchestra: EMI
- Maurice Duruflé Requiem: EMI
- Gabriel Fauré Requiem: EMI